# Helius (Helius) anamalaiensis
Helius (Helius) anamalaiensis is een tweevleugelige uit de familie steltmuggen (Limoniidae). De soort komt voor in het Oriëntaals gebied.